# Émile Egger
Pour les articles homonymes, voir Egger.
Auguste Émile Egger, né le 18 juillet 1813 à Paris et mort le 30 août 1885 à Royat, est un helléniste français. 

## Biographie

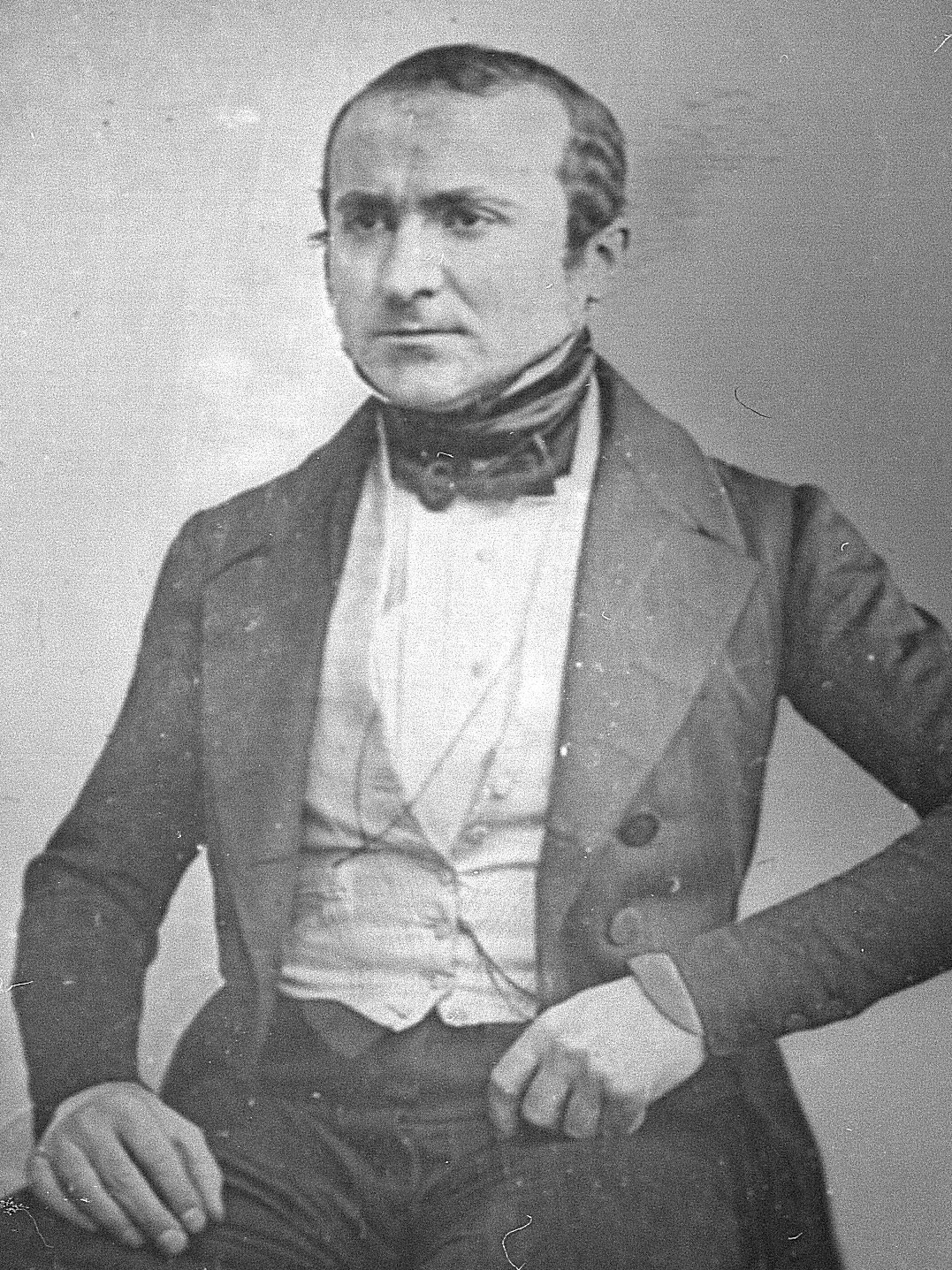
Daguerréotype d'Auguste-Émile Egger en 1844 (à 31 ans).

Petit-fils d'un marchand tailleur d'habits originaire de Straßburg (commune autrichienne du district de Sankt Veit an der Glan en Carinthie) arrivé en France à Orléans dans les années 1770-1772, docteur ès lettres à vingt ans, Egger enseigne d’abord dans plusieurs lycées parisiens, puis à l’École normale supérieure en tant que maître de conférences de grammaire. Il est admis à l’Académie des inscriptions et belles-lettres en 1854, et devient titulaire de la chaire de littérature grecque de la faculté des lettres de Paris, fonction qu’il exerce de 1855 à 1884. Il est l'ami intime de Wladimir Brunet de Presle, qu'il aide dans la rédaction des Papyrus grecs du musée du Louvre et de la bibliothèque impériale et dont il prononce l'éloge funèbre en 1875. À Paris, il fréquente l'historien Jules Michelet, à qui il apporte ses éclairages sur les auteurs grecs anciens.
Il épouse le 25 mars 1845 à Paris Élisabeth Dehèque (1825-1910), fille de l'helléniste Félix Désiré Dehèque (1793-1870) et de Victorine Solvet (1802-1887). Il est le père d'Ida Egger (1846-1927), qui épousera le médecin Léon Lereboullet (1842-1914), de Victor Egger (1848-1909), professeur de philosophie, psychologue et épistémologue français, ainsi que du grammairien Maximilien (Max) Egger (1861-1919), agrégé des lettres et de grammaire, docteur de l'université de Paris et professeur au lycée Henri-IV.

## Parcours
Le 27 juillet 1833, Émile Egger soutient ses deux thèses de doctorat ès lettres à la Faculté de Paris. La première, en français, traite de l'éducation littéraire chez les Romains, de la fondation de Rome aux guerres de Marius et Sylla. La deuxième, en latin, s'intéresse aux vies et aux œuvres d'Archytas de Tarente et de Pythagore. 
Il est par la suite agrégé de lettres en 1834, il travaille d'abord comme répétiteur à Paris entre 1831 et 1836 et comme agrégé suppléant au lycée Saint-Louis en 1834. Chargé de rhétorique au lycée Henri-IV, puis de la seconde au lycée Charlemagne en 1838, il est ensuite chargé de conférences à l’ENS en 1839. Suppléant de littérature grecque à la Faculté des lettres de Paris (1840-1855) et maître de conférences de grammaire à l’École normale supérieure (1843-1862), il devient professeur de littérature grecque (1855-1874) puis d’éloquence grecque (1874-1885).
Il collabore également avec plusieurs revues telles que la Revue des deux mondes, la Revue archéologique, la Revue de l'instruction publique, le Journal des débats et du Correspondant.

## Liste sélective d’ouvrages
Sans détailler son œuvre abondante, on peut citer des éditions d’auteurs latins, un Examen critique des historiens anciens de la vie et du règne d’Auguste, un Essai sur l’histoire de la critique chez les Grecs, des Mémoires de littérature ancienne, une Histoire du livre des origines jusqu’à nos jours, la Tradition et les Réformes dans l’enseignement universitaire, et un recueil posthume sur la Littérature grecque (1890).
- Étude sur l'éducation[10], et particulièrement sur l'éducation littéraire chez les romains depuis la fondation de Rome jusqu'aux guerres de Marius et de Sylla, thèse de littérature 1833 ;
- Examen critique des historiens anciens de la vie et du règne d'Auguste, 1844 ;
- Essai sur l’histoire de la critique chez les Grecs, 1849 ;
- Notions élémentaires de grammaire comparée, 1852 ;
- Apollonius Dyscole, essai sur l’histoire des théories grammaticales dans l’Antiquité, 1854 ;
- Sur le prix du papier dans l'antiquité, 1857 ;
- Des origines de la prose dans la littérature grecque, 1860 ;
- Mémoires de littérature ancienne, 1862 ;
- Mémoires d’histoire ancienne et philologie, 1863 ;
- Avec Wladimir Brunet de Presle, Les Papyrus grecs du musée du Louvre et de la Bibliothèque impériale, 1865 ;
- Études sur les traits publics chez les Grecs et les Romains, 1866 ;
- L’Hellénisme en France, 1869 ;
- Les Substantifs verbaux formés par apocope de l’infinitif, 1875 ;
- Observations et réflexions sur le développement de l’intelligence et du langage chez les enfants, 1879 ;
- La Tradition et les réformes dans l'enseignement universitaire : souvenirs et conseils, 1883.

## Distinctions
- Commandeur de la Légion d'honneur (1879)